# Ейлат
Ейла́т (івр. אילת) — найпівденніше місто Ізраїлю, розташоване на березі бухти Акаба. Історично є в коліні Юди.
Засновано у нинішньому вигляді 1951 року.
Ейлат — вихід Ізраїлю до Червоного моря й Індійського океану. Сучасний порт, побудований на місці гавані, де судна кидали якір ще за часів царя Соломона, здійснює торгові зв'язки з Африкою та Далеким Сходом. М'яка тепла зима, вражаючий підводний світ, мальовничі пляжі, розкішні готелі та прямі чартерні рейси з Європи перетворили Ейлат на цілорічний міжнародний курорт. З часу підписання мирного договору з Йорданією (1994 рік) почалася розробка проєктів спільного розвитку із сусіднім йорданським містом Акаба, спрямованих переважно на розвиток туризму в регіоні.

## Населення
Населення: 50,000 ос.

## Історія
Ейлат — прадавнє місто, що існувало ще за часів царя Соломона, який правив у 965—928 рр. до н. е. У римський період носив назву Айла, тут розміщувався військовий гарнізон.
До моменту проголошення незалежності Ізраїлю в 1948 році Ейлат, що був тоді військовим постом і називався Умм-Рашраш, перебував під контролем арабів. В ході Війни за незалежність в 1949 році Ейлат був захоплений Ізраїлем і став стрімко розвиватися. Велике значення мало спорудження нового шосе, що зв'язує місто з центральними і північними районами країни. У 1959 році Ейлату присвоєно статус міста.

## Клімат
| Клімат міста                               | Клімат міста | Клімат міста | Клімат міста | Клімат міста | Клімат міста | Клімат міста | Клімат міста | Клімат міста | Клімат міста | Клімат міста | Клімат міста | Клімат міста | Клімат міста |
| Показник                                   | Січ.         | Лют.         | Бер.         | Квіт.        | Трав.        | Черв.        | Лип.         | Серп.        | Вер.         | Жовт.        | Лист.        | Груд.        |              |
| Абсолютний максимум, °C                    | 32,2         | 35,8         | 38,7         | 43,4         | 45,2         | 47,4         | 48,3         | 48,0         | 45,0         | 44,3         | 38,1         | 33,6         |              |
| Середній максимум, °C                      | 21,3         | 23,0         | 26,1         | 31,0         | 35,7         | 38,9         | 40,4         | 40,0         | 37,3         | 33,1         | 27,7         | 23,0         |              |
| Середня температура, °C                    | 15,8         | 17,4         | 20,5         | 24,7         | 29,1         | 32,0         | 33,8         | 33,7         | 31,3         | 27,4         | 22,0         | 17,1         |              |
| Середній мінімум, °C                       | 10,4         | 11,8         | 14,6         | 18,4         | 22,5         | 25,2         | 27,3         | 27,4         | 25,2         | 21,8         | 16,3         | 11,9         |              |
| Абсолютний мінімум, °C                     | 1,2          | 0,9          | 3,0          | 8,4          | 12,1         | 18,5         | 20,0         | 19,4         | 18,6         | 9,2          | 5,3          | 2,5          |              |
| Середня кількість сонячних годин на місяць | 229,4        | 237,3        | 251,1        | 273          | 319,3        | 324          | 347,2        | 347,2        | 291          | 282,1        | 246          | 217          |              |
| Днів з дощем                               | 2,1          | 1,8          | 1,6          | 0,9          | 0,7          | 0            | 0            | 0            | 0            | 0,7          | 0,8          | 1,9          |              |
| Вологість повітря, %                       | 32           | 28           | 25           | 19           | 16           | 15           | 17           | 18           | 23           | 27           | 29           | 33           |              |
| ------------------------------------------ | ------------ | ------------ | ------------ | ------------ | ------------ | ------------ | ------------ | ------------ | ------------ | ------------ | ------------ | ------------ | ------------ |
| Джерело: Israel Meteorological Service     |              |              |              |              |              |              |              |              |              |              |              |              |              |

## Галерея

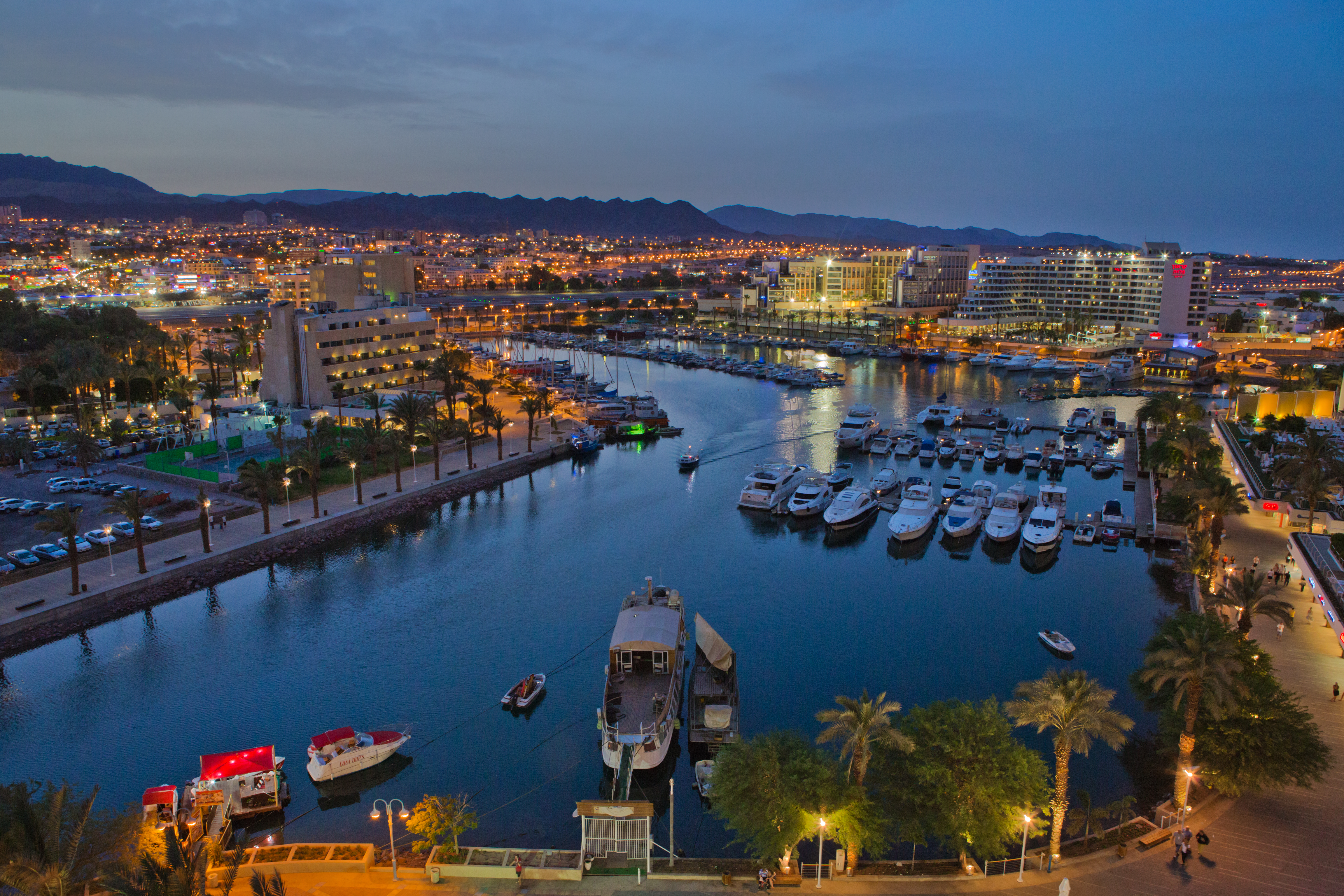
Ейлат та Ейлатська затока
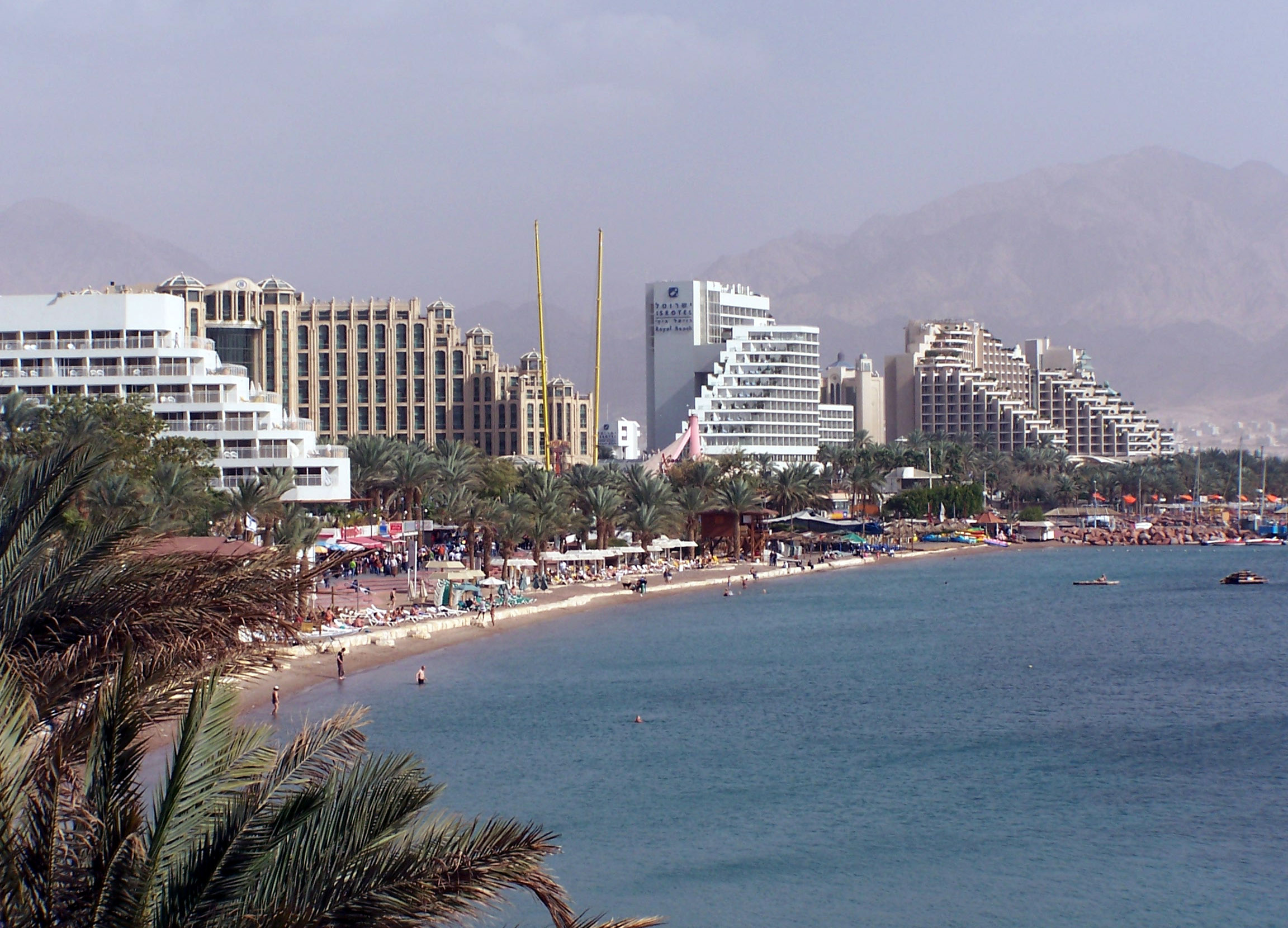
Північний пляж
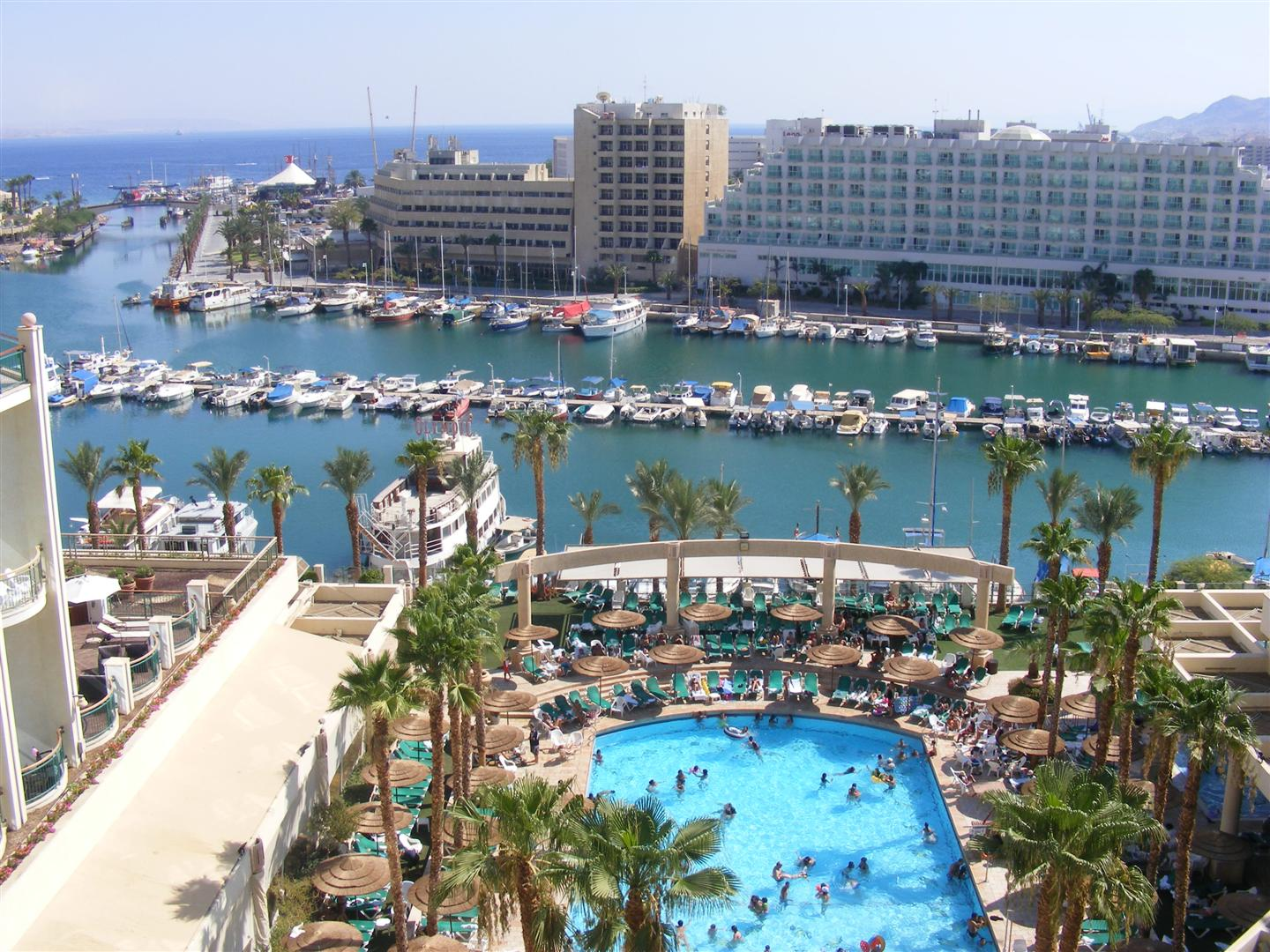
Марина Ейлат
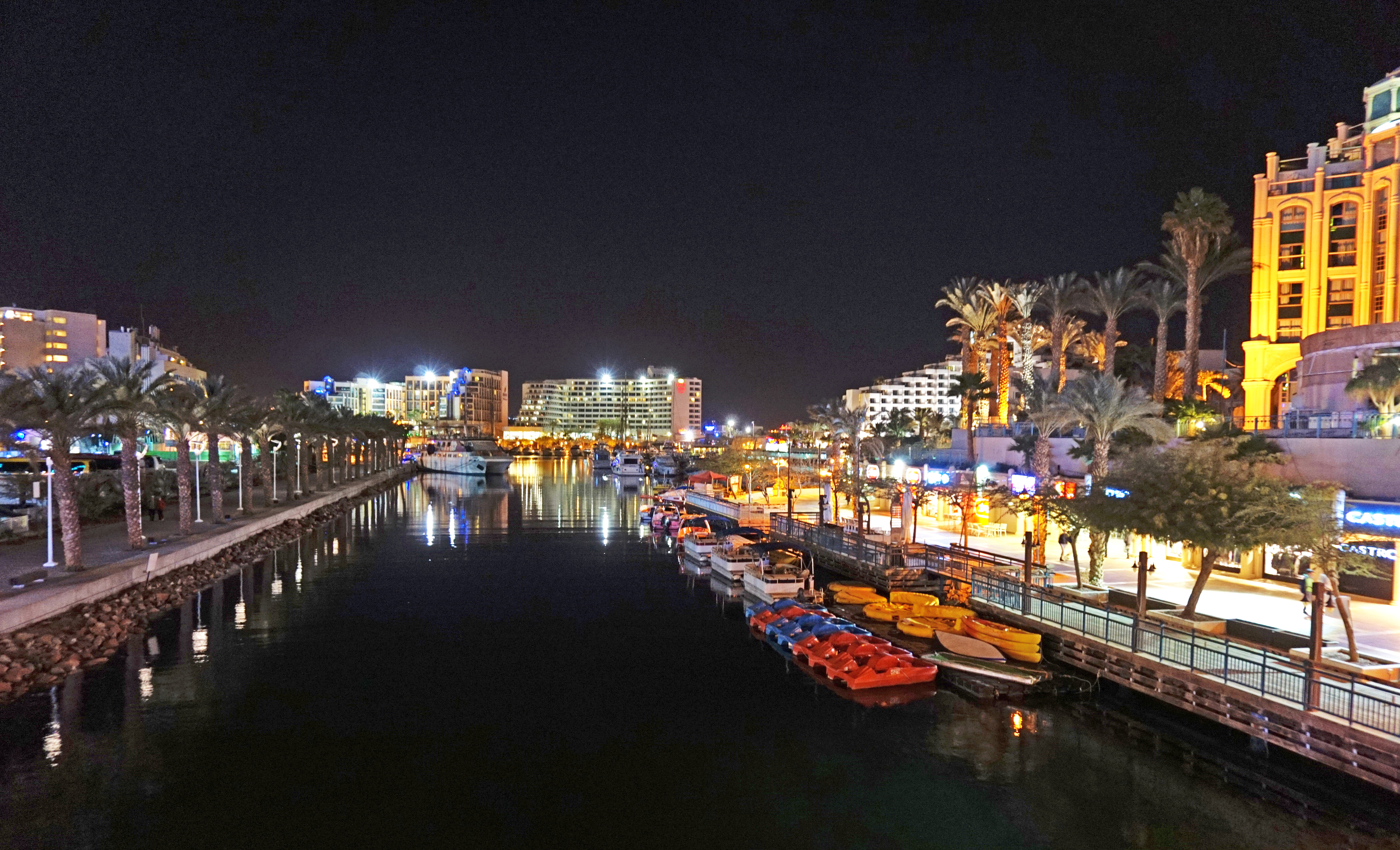
Марина вночі
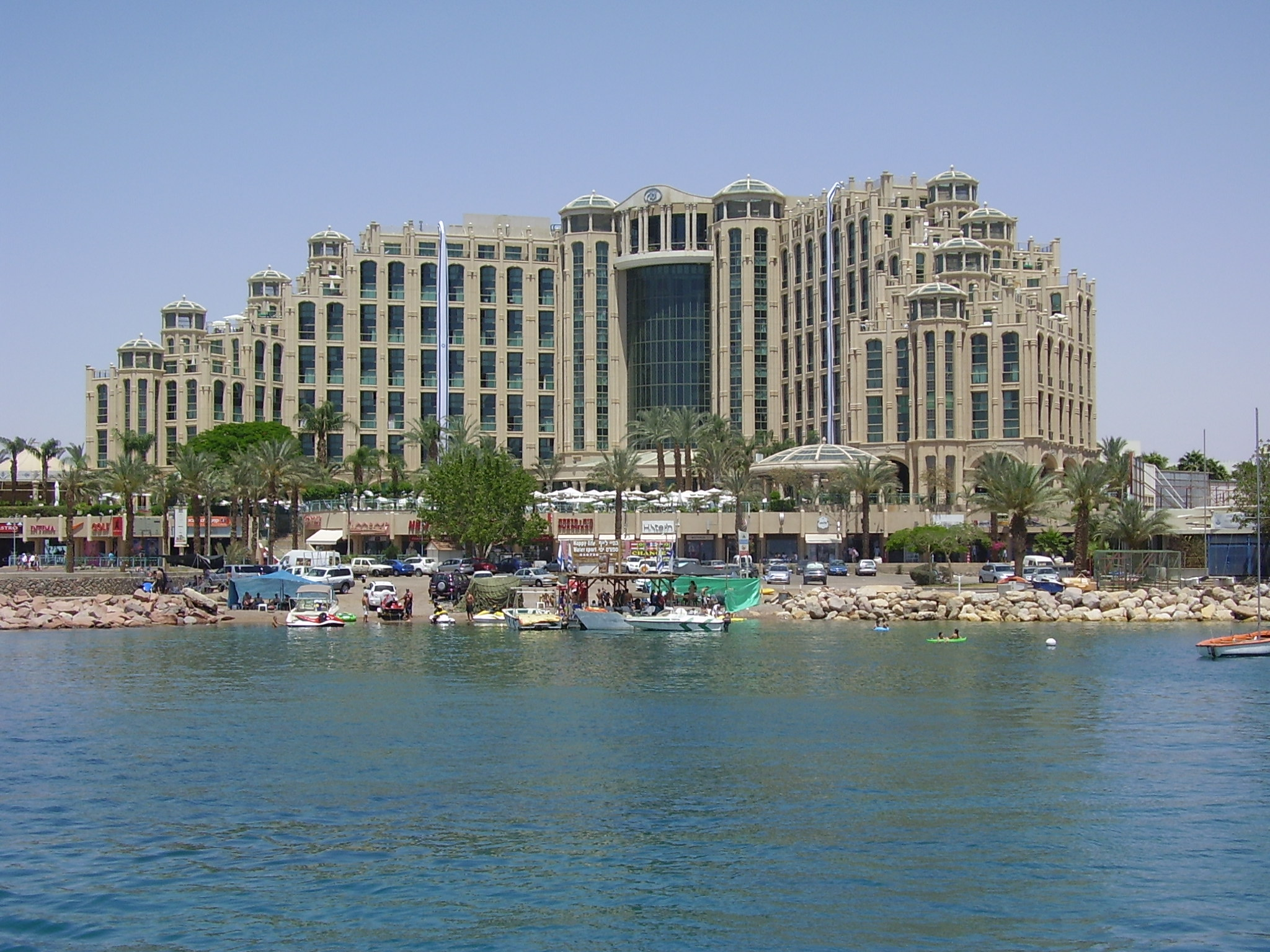
Готель Малкат Шва
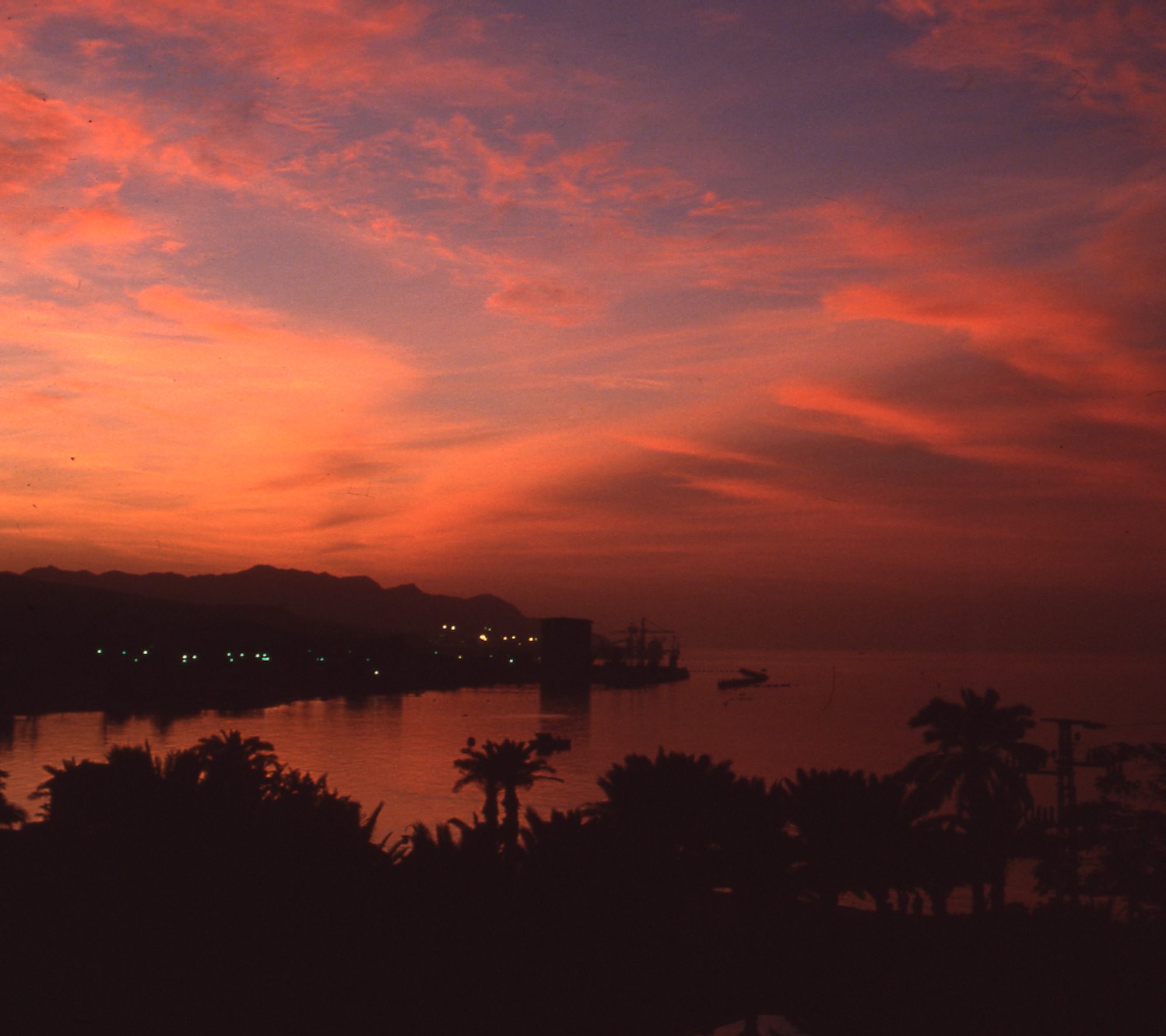
Ейлат, 1947 - 1953